# 香川県道41号大内白鳥インター線

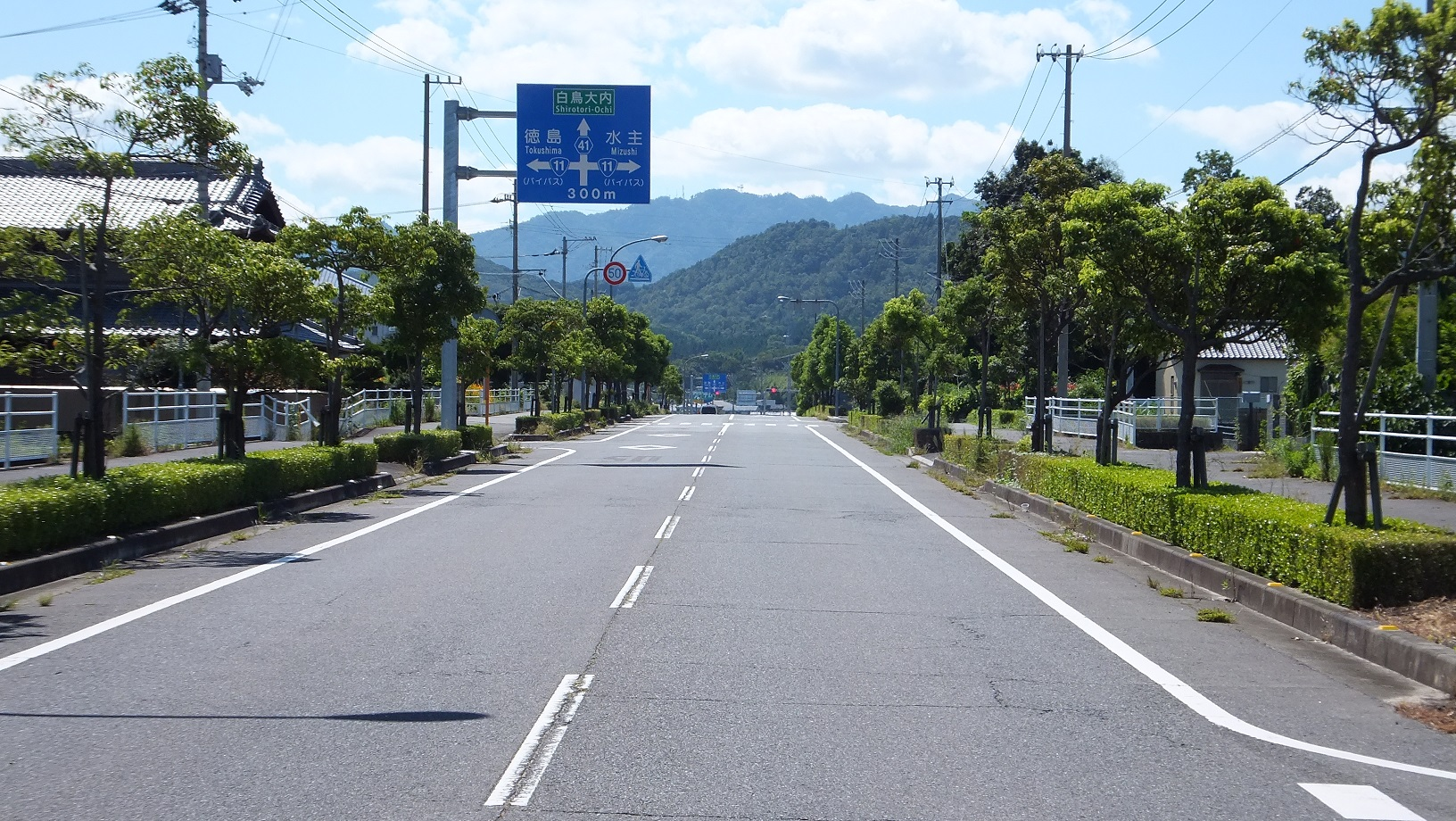
東かがわ市川東

香川県道41号大内白鳥インター線（かがわけんどう41ごう おおちしろとりインターせん）は、香川県東かがわ市を通る県道（主要地方道）である。

## 概要

### 路線データ
- 起点：香川県東かがわ市三本松
- 終点：香川県東かがわ市白鳥

## 歴史
- 1993年（平成5年）5月11日 - 建設省から、県道水主三本松線の一部が大内白鳥インター線として主要地方道に指定される[1]。

## 路線状況

### 名称・愛称
- おおち夢街道

## 地理

### 通過する自治体
- 東かがわ市

### 交差する道路
| 接続する道路 西← ＜県道41号大内白鳥インター線＞ →東 | 接続する道路 西← ＜県道41号大内白鳥インター線＞ →東 | 交差点       | 交差点     | 交差点 |
| 本線                                                | 本線                                                | 本線         | 本線       | 本線   |
| --------------------------------------------------- | --------------------------------------------------- | ------------ | ---------- | ------ |
| ↑香川県道128号三本松停車場線                        |                                                     |              |            |        |
| 国道11号                                            | 国道11号                                            | JR三本松駅前 | 東かがわ市 | 三本松 |
| 国道11号大内白鳥バイパス                            | 国道11号大内白鳥バイパス                            | 大内川東     | 東かがわ市 | 川東   |
| 支線                                                | 本線                                                | 白鳥大内IC前 | 東かがわ市 | 川東   |
| 白鳥大内IC                                          |                                                     |              |            |        |
| 支線                                                |                                                     |              |            |        |
| ↑ 本線                                              |                                                     |              |            |        |
| -                                                   | 本線                                                | 白鳥大内IC前 | 東かがわ市 | 川東   |
| 市道                                                | 市道                                                | 白鳥大内IC南 | 東かがわ市 | 川東   |
| E11 高松自動車道（高架区間）                        |                                                     |              | 東かがわ市 | 川東   |
| 国道318号（国道377号重複・予定）                    | 国道318号（国道377号重複・予定）                    |              | 東かがわ市 | 白鳥   |

2019年11月現在、大内クリーンセンターで行き止まりになっている。